# هیکی کرانیچ
هیکی کرانیچ (استونیایی: Heiki Kranich؛ زادهٔ ۹ اکتبر ۱۹۶۱) سیاستمدار و نماینده مجلس اهل استونی است. وی در سال ۱۹۹۴ وزیر دارایی استونی و از سال ۱۹۹۹ تا ۲۰۰۳ وزیر محیط زیست استونی بوده‌است.